# Tornitz
Tornitz è una frazione di 590 abitanti della città tedesca di Barby, situata nel land della Sassonia-Anhalt. Già comune autonomo, il 1º gennaio 2010 è stata accorpato a Barby assieme agli altri comuni soppressi di Groß Rosenburg, Breitenhagen, Glinde, Lödderitz, Pömmelte, Sachsendorf, Wespen e Zuchau.